# Río Ostrach
El río Ostrach nace en los alrededores de la aldea Fleischwangen en el distrito de Ravensburg y desemboca en el Danubio en el barrio Hundersingen del municipio Herbertingen en el distrito de Sigmaringa. El Ostrach tiene una longitud de 33,1 km y es un afluente derecho del Danubio.

## Enlaces externos

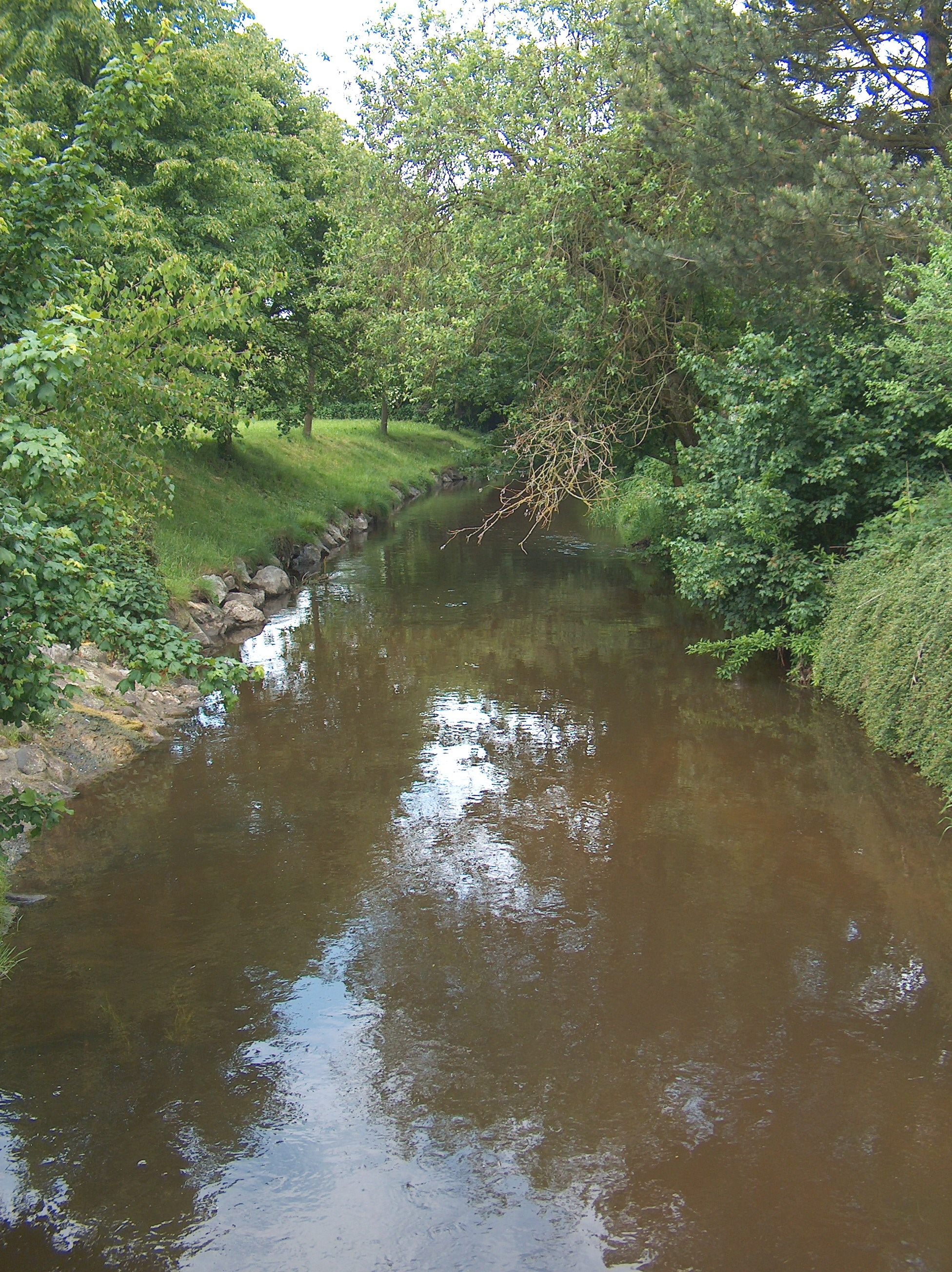
En el centro de la aldea homónima.